# 彬马那镇区
彬马那镇区是缅甸内比都联邦区彬马那县下辖的一个镇区，治所位于彬马那。
彬马那镇区原隶属于曼德勒省央米丁县。2005年11月，缅甸政府宣布迁都内比都。2006年2月，缅甸政府将彬马那镇区划归新设立的彬马那县。2009年1月，彬马那县更名为内比都县。2013年1月，内比都县拆分为欧塔拉县和德金那县2县，彬马那镇区划归德金那县管辖。2022年4月30日，德金那县拆分为彬马那县和莱韦县，彬马那镇区划归彬马那县管辖。